# Das Buch der Gewissheit
Das Buch der Gewissheit (persisch كتاب ايقان Ketab-e Ighan, DMG Ketāb-e Īqān, Bahai-Transkription Kitáb-i-Íqán) ist eine 1861 in Bagdad von Baha'ullah verfasste heilige Schrift. Als Apologie des Anspruch des Babs bezieht sie sich vordergründig auf schiitische Mahdierwartungen, legt aber dabei die metaphysischen Grundlagen der Bahai-Religion fest und greift im Rahmen der Exegese der Bibel und des Koran Themen aus den Bereichen der Theologie, Eschatologie und Epistemologie auf.

## Hintergrund
1862 lebte Baha'ullah als Exilant in Bagdad, welches zu jener Zeit zum Osmanischen Reich gehörte. Baha'ullah empfing seine Offenbarung schon ungefähr zehn Jahre vor dem Verfassen dieses Buches im Siyah Chal, einem Kerker in Teheran, hatte jedoch seine Offenbarung noch nicht öffentlich erklärt. Hinweise auf seine eigene Offenbarung finden sich also nur in indirekter und angedeuteter Form. Dieses Buch ist eine Antwort auf die Fragen, welche von einem Onkel des Bab mütterlicherseits, Hāddsch Mírzá Siyyid Muhammad, hinsichtlich der Ursache und Gültigkeit des Anspruchs des Bab, der verheißene Qá'im und damit der Vorbote einer neuen Religion zu sein, aufgeworfen wurden. Das Kitab-i-Iqan wurde innerhalb von zwei Tagen und Nächten geschrieben.
Es setzt die theologischen Kernlehren von Baha'ullah und folglich des Bahai-Glaubens fest. Für die Bahai ist es die Erfüllung des persischen Bayan.

## Inhalt
Das Buch ist in zwei Teile gegliedert. Der erste Teil stellt das der Bahai-Religion zugrundeliegende Prinzip der Einheit Gottes und die Stufe der Manifestationen Gottes dar, durch welche allein der Mensch Gott erkennen kann. Darauf basierend beschäftigt sich das Werk mit der Einheit der Lehren aller Gottesoffenbarer und stellt den Gedanken vor, dass die göttliche Offenbarung fortschreitend ist und die Religionen aufeinander aufbauen, indem jede monotheistische Religion die vorhergehenden und folgenden akzeptiert. Häufig finden sich Belege für die Prophezeiung des nächsten Propheten. Da die Person, an welche das Kitab-i-Iqan gerichtet war, ein Muslim war, benutzt Baha’u’llah Verse aus der Bibel, um zu zeigen, wie ein Christ seine eigenen heiligen Texte allegorisch deuten könnte, anders als der christliche Klerus dies tut, um die folgende Religion akzeptieren zu können. Dieselbe Methode nutzt er beim Koran, um die Gültigkeit der Ansprüche des Bab zu beweisen. Der zweite und größere Teil des Buches ist die detaillierte Darlegung und die Auseinandersetzung mit spezifischen Beweisen, theologischer und logischer Natur, für die göttliche Mission des Bab.